# Marcela Vanegas
Marcela Vanegas (Cúcuta, Norte de Santander, 1974) es una actriz de televisión colombiana.

## Carrera
Marcela nació en la ciudad de Cúcuta y viajó a Bogotá para cursar estudios de Comunicación Social. 
Después de realizar algunos comerciales y desempeñarse como presentadora de televisión, en 1995 tuvo la oportunidad de protagonizar el seriado Sabor a limón, producida por RCN Televisión. Tras actuar en Mascarada en 1996, interpretó otro papel protagónico en la telenovela Amor sin remedio en 2001.
Un año después integró el elenco de la telenovela Milagros de amor junto a Maritza Rodríguez y Gregorio Pernía. 
En 2003 interpretó el papel de Ana María en la serie de suspenso Punto de giro, dirigida por Kepa Amuchastegui. 
Sus apariciones más recientes en televisión incluyen Contra el tiempo (2016), Desconectados (2017) y Arelys Henao: canto para no llorar (2022).

## Filmografía

### Televisión
| Año  | Título                             | Personaje               | Canal              |
| ---- | ---------------------------------- | ----------------------- | ------------------ |
| 2022 | Arelys Henao: canto para no llorar | Profesora Aurora Moreno | Caracol Televisión |
| 2020 | Ruido Capital                      | Mamá                    | Movistar Play      |
| 2019 | Siempre bruja                      | Corresponsal Noticias   | Netflix            |
| 2019 | El Barón                           | Gloria                  | Telemundo          |
| 2019 | Jack Ryan (segunda temporada)      | Cassandra Ubarri        | Prime Video        |
| 2018 | La ley secreta                     | Marcela Rojas           | Netflix            |
| 2017 | Desconectados                      | Carolina                | Señal Colombia     |
| 2017 | Hoy por ti                         | Belky                   | Canal Capital      |
| 2016 | Narcos                             | Juliana                 | Netflix            |
| 2016 | Contra el tiempo                   | Clara María Arango      | RCN Televisión     |
| 2013 | Mentiras perfectas                 | Elena                   | Caracol Televisión |
| 2003 | Punto de giro                      | Ana Maria               | RCN Televisión     |
| 2002 | Milagros de amor                   | Leonor                  | RCN Televisión     |
| 2000 | Amor sin remedio                   | Angélica Vanegas        | RCN Televisión     |
| 1995 | Sabor a limón                      |                         | RCN Televisión     |